# Viktor Ståhle
Lars Viktor Ståhle, född 6 december 1866 i Stockholm, död 20 december 1947, var en svensk väg- och vattenbyggnadsingenjör.
Efter mogenhetsexamen 1885 och examen från Kungliga Tekniska högskolan 1889 var Ståhle elev vid Brunells handelsinstitut och avlade examen för inträde i Väg- och vattenbyggnadskåren samma år. Han var filare vid Lindbergs Mekaniska Verkstad i Stockholm 1886, assistent vid Kungliga Tekniska högskolan 1889–90, tjänstgjorde i Väg- och vattenbyggnadsstyrelsen 1890 och 1900, var baningenjörsassistent vid Stockholm–Västerås–Bergslagens Järnvägar 1890–92, blev löjtnant i Väg- och vattenbyggnadskåren 1893, var baningenjör vid Halmstad–Nässjö Järnvägar 1893–96, utförde samtidigt järnvägsundersökningar, blev trafikchef vid Mellersta Blekinge och Bredåkra–Tingsryds Järnvägar 1897, var baningenjör vid Stockholm–Rimbo Järnväg 1897–1901, samtidigt kontrollant och arbetschef vid järnvägsbyggnader, var chef för Stockholm–Rimbo Järnväg 1901–07, blev kapten 1904, var verkställande direktör vid Uppsala–Länna Järnväg 1905–07, chef för Lidingö Trafik AB 1908–10, verkställande direktör vid Kalmar Nya Järnvägs AB och trafikchef vid Kalmar järnväg från 1910–32 (major 1915). 
Ståhle var ledamot av stadsfullmäktige i Kalmar 1917–26, av diverse kommunala nämnder 1917–32, medlem av styrelsen för Svenska Teknologföreningen (förste vice ordförande) 1926–28 och Svenska Järnvägsföreningen 1921–32. Han var medarbetare i Väg- och vattenbyggnadskårens minnesskrift 1904 och i Uppfinningarnas bok.